# Luis Cruzado
Luis Fernando Cruzado Sánchez (* 6. Juli 1941 in Lima; † 14. Februar 2013 ebenda) war ein peruanischer Fußballspieler. Er verbrachte den Großteil seiner Laufbahn beim Hauptstadtverein Universitario de Deportes, feierte mit diesem Klub viele Erfolge und nahm weiterhin mit der Nationalmannschaft seines Heimatlandes an der Fußball-Weltmeisterschaft 1970 in Mexiko teil.

## Karriere

### Vereinskarriere
Luis Cruzado, geboren 1941 in Perus Hauptstadt Lima, begann seine fußballerische Laufbahn im Jahr 1959 beim dortigen Verein Universitario de Deportes, wo er auch die folgenden vierzehn Jahre bis 1973 unter Vertrag stehen sollte. Gleich im ersten Jahr seines Engagements beim heutigen peruanischen Rekordmeister holte Luis Cruzado die peruanische Meisterschaft, die erste für den Verein seit 1949. In der Folge konnte die damalige Universitario-Mannschaft, in der sich Spieler wie etwa Héctor Chumpitaz, Nicolás Fuentes oder Eleazar Soria befanden, bis 1971 noch sechs weitere Meisterschaften erringen und sich zum absoluten Topteam Perus entwickeln. Mit sieben gewonnenen Meistertiteln zählt Luis Cruzado somit auf nationaler Ebene zu den erfolgreichsten Fußballspielern im Peru der 1970er-Jahre.
Seinen Höhepunkt fand die erfolgreiche Ära von Universitario de Deportes im Jahr 1972, als man nach Erfolgen in der Gruppenphase gegen die chilenischen Vertreter Universidad de Chile und Unión San Felipe sowie den Ligakonkurrenten Alianza Lima sowie in der zweiten Gruppenphase gegen Nacional Montevideo und CA Peñarol aus Uruguay das Endspiel um die Copa Libertadores, den wichtigsten Vereinswettbewerb für Fußballmannschaften in Südamerika, erreichen konnte. Dort wartete mit Titelverteidiger Independiente Avellaneda allerdings eine der besten und vor allem defensiv kompaktesten Mannschaft der damaligen Zeit auf die Peruaner. Schließlich musste sich das vom Uruguayer Roberto Scarone trainierte Team von Universitario geschlagen geben, nachdem es nach einem torlosen Remis in Lima eine 1:2-Niederlage im Rückspiel in Argentinien gegeben hatte. 
Luis Cruzado, der auf der Position eines Mittelfeldspielers agierte, spielte bis ins Jahr 1973 bei Universitario de Deportes, wobei er in der letzten Zeit zunehmend seinen Stammplatz eingebüßt hatte und auch beispielsweise im Endspiel um die Copa Libertadores 1972 nur im Rückspiel zum Einsatz kam. 1974 spielte er noch ein Jahr beim unterklassigen Provinzverein Walter Ormeño, ehe er sich 1975 noch für ein Jahr bei Juan Aurich verpflichtete. Nach Ende der Saison 1975 endete die fußballerische Laufbahn von Luis Cruzado im Alter von 34 Jahren.

### Nationalmannschaft
Zwischen 1961 und 1971 bestritt Luis Cruzado insgesamt 26 Länderspiele für die peruanische Fußballnationalmannschaft. In diesen 26 Spielen gelang ihm ein Torerfolg. Von Brasiliens Fußballlegende Didi, damals als Nationaltrainer Perus fungierend, wurde Cruzado ins Aufgebot für die Fußball-Weltmeisterschaft 1970 in Mexiko berufen. Bei dem Turnier erreichte das peruanische Team mit einem zweiten Rang hinter Deutschland und vor den Nationalmannschaften von Bulgarien und Marokko überraschend das Viertelfinale, wo jedoch gegen den späteren Weltmeister aus Brasilien mit 2:4 das Aus kam.

## Erfolge
- Peruanische Meisterschaft: 7×
1959, 1960, 1964, 1966, 1967, 1969, 1971 mit Universitario de Deportes
- Endspiel um die Copa Libertadores: 1×
1972 mit Universitario de Deportes